# Beat It (film)
Beat It er en amerikansk stumfilm fra 1918 af Gilbert Pratt.

## Medvirkende
- Harold Lloyd
- Snub Pollard
- Bebe Daniels
- Maybelle Ballard
- William Blaisdell